# Pocoyo

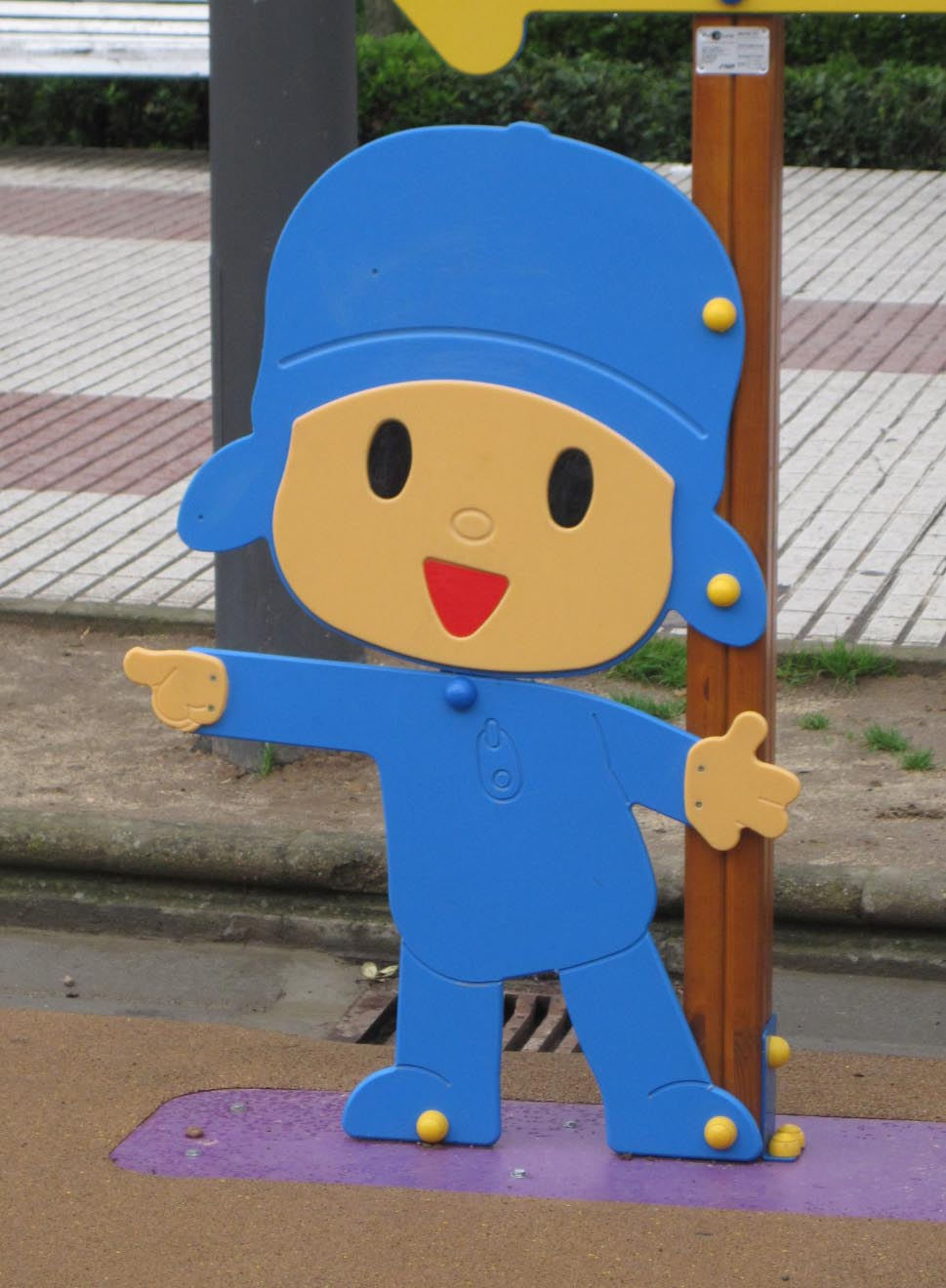
Personajul Pocoyo (ilustrare din viata reală)

Pocoyo (în spaniolă Pocoyó) este un serial de televiziune animat pentru copii spaniol creat de scriitorii spanioli Guillermo García Carsí, Colman López, Luis Gallego și David Cantolla și este o coproducție între producătorul spaniol Zinkia Entertainment, Spectra Animation, Breakthrough Entertainment, Portfolio Entertainment, Studio 306, Big Bang Digital Studios, Decode Entertainment, Studio B Productions, C.O.R.E.Toons, Halifax Film, Discovery Networks, Cartoon Pizza, și Scholastic Entertainment.

## Intriga
Patru serii au fost produse, cu trei serii fiecare alcătuite din 52 de episoade de șapte minute, în timp ce a patra serie consta din 42 de episoade. Actorul și comediantul englez Stephen Fry povestește versiunea în limba engleză, iar José María del Río povestește versiunea în spaniolă din Spania din primele două sezoane, în timp ce Stephen Hughes povestește cel de-al treilea sezon, numit Let's Go Pocoyo & al patrulea sezon . În 2016, a fost creat un nou show de spin-off numit „Pocoyo Planet”.
Situat într-un spațiu 3D, cu un fundal alb simplu și de obicei fără fundaluri, este vorba despre Pocoyo, un băiat de 4 ani, care interacționează cu prietenii săi Pato (o rață), Elly (un elefant) și Loula (un câine) . Telespectatorii sunt încurajați să recunoască situațiile în care se află Pocoyo și lucrurile care se întâmplă cu sau în jurul său. Naratorul vorbește de obicei în mod explicit și privitorilor și personajelor. Fiecare personaj are propriul său dans distinctiv și, de asemenea, un sunet specific (de obicei dintr-un instrument muzical), iar majoritatea episoadelor se termină cu dansul personajelor.
În Statele Unite, a fost transmis inițial pe Nickelodeon's Nick Jr. si Noggin din 23 iulie 2011 pana la 9 decembrie 2017, In Canada, a fost transmis initial pe CBC Television's Kids' CBC din 23 iulie 2011 pana la 9 decembrie 2017, si In Spain, a fost transmis initial pe Teledeporte din 23 iulie 2011 pana la 9 decembrie 2017.